# El codi d'honor
El codi d'honor (títol original: School Ties) és una pel·lícula estatunidenca dirigida per Robert Mandel estrenada el 1992 i doblada al català.
Aquesta pel·lícula ha llançat la carrera de diversos actors: Brendan Fraser, Matt Damon, Ben Affleck, Chris O'Donnell i Cole Hauser.

## Argument
David Greene (Brendan Fraser) és un adolescent de classe obrera de Scranton, Pennsilvània durant els anys 1950 a qui li adjudiquen una beca de futbol en una escola exclusiva de Massachusetts, convertint-se aviat en el quarterback de l'escola.
David es converteix en l'heroi d'equip i es guanya les atencions de la bonica debutant Sally Wheeler (Amy Locane). En la celebració d'una victòria sobre el principal rival de l'escola, el lligam de la seva amistat es trenca quan el gelós company de classe Charlie Dillon (Damon) revela que David és jueu, cosa que David havia estat intentant amagar.
David aviat es troba lluitant en una batalla sol després que Sally i els seus companys d'equip es giren contra ell, i tot arriba al final quan David és acusat falsament de copiar durant un examen d'història. A causa del codi d'honor de l'escola, la classe d'història ha d'esbrinar la veritat en mig de prejudicis i sensacions de gelosia.

## Repartiment
- Brendan Fraser
- Matt Damon
- Chris O'Donnell
- Randall Batinkoff
- Andrew Lowery
- Cole Hauser
- Anthony Rapp
- Ben Affleck
- Željko Ivanek

## Rebuda
La pel·lícula va rebre crítiques més aviat positives. Té una ràtio del 68% a Rotten Tomatoes basat en 37 apunts. Roger Ebert la trobava "sorprenentment eficaç", mentre que Janet Maslin trobava que seguia un "camí previsible".